# Carlos Santana (beisebolista)
Carlos Santana (nascido em 8 de abril de 1986) é um jogador dominicano de beisebol que atua como primeira base, catcher, terceira base pelo Cleveland Indians da Major League Baseball (MLB). Fez sua estreia na MLB com a equipe dos Indians em 11 de junho de 2010 e jogou a temporada de 2018 pelo Philadelphia Phillies. Em competições internacionais participou com o time da República Dominicana vencendo a medalha de ouro no Clássico Mundial de Beisebol (WBC) de 2013.